# Forza Horizon 5
Forza Horizon 5 is een racespel ontwikkeld door Playground Games. Het spel werd wereldwijd uitgegeven door Xbox Game Studios. Het is het vijfde Forza Horizon-spel en het twaalfde hoofddeel in de Forza-serie. Het spel speelt zich af in een gefictionaliseerde weergave van Mexico. Het werd uitgebracht op 9 november 2021 voor Microsoft Windows, Xbox One, en Xbox Series X/S.
Op 30 januari 2025 werd aangekondigd dat Forza Horizon 5 ook zal verschijnen op de PlayStation 5, met een geplande release in het voorjaar van 2025. De PlayStation 5-versie bevat alle eerder uitgebrachte content, inclusief de uitbreidingen Hot Wheels en Rally Adventure.  

## Gameplay
Forza Horizon 5 is een racespel dat zich afspeelt in een open wereldomgeving, gebaseerd op een fictieve weergave van Mexico. Het spel heeft de grootste map in de hele Forza Horizon-serie, die 50% groter is dan Forza Horizon 4, terwijl het ook het hoogste punt in de Horizon-serie heeft. De kaart werd door creative director Mike Brown beschreven als een van de meest diverse Forza Horizon-wereld die het team heeft gebouwd. De kaart bevat een actieve caldera vulkaan, jungles en stranden, oude Maya tempels, en steden en dorpen zoals Guanajuato. Spelers kunnen de open wereld vrij verkennen, maar ze kunnen ook meedoen aan multiplayer races en de 'campaign mode' voltooien. Zowel de auto's in het spel als het personage van de speler kunnen uitgebreid worden aangepast. Spelers kunnen aangepaste liveries en tunes voor auto's creëren, en motor- en aandrijflijnvervangingen uitvoeren of bodykits installeren op bepaalde voertuigen. Het spel is het eerste in de franchise dat ray tracing op auto's ondersteunt (hoewel dit alleen beschikbaar is in ForzaVista).
Het spel introduceert een nieuw weersysteem (lokaal weer) waarin spelers een kant van de kaart kunnen bezoeken en zichtbaar een storm kunnen zien. Omdat Mexico een uitgestrekte natie is met zo'n grote verscheidenheid aan hoogtes, zouden er meerdere klimaten tegelijkertijd in het spel verschijnen. De vier seizoenen bestaan nog steeds, maar zouden de elf unieke biomen op de kaart beïnvloeden. In het droge seizoen zullen er bijvoorbeeld zandstormen verschijnen, terwijl er in het herfststormenseizoen tropische stormen voorkomen. Een ander detail is in de jungle, waarin de omgeving nu zou reageren op het weer; een voorbeeld hiervan zijn bladeren die overal heen vliegen.
Forza Horizon 5 introduceert ook een gloednieuwe Horizon Arcade. Deze bestaat uit een reeks mini-multiplayer games verspreid over de kaart. Een van deze mini-multiplayerspellen heet Piñata pop, waarbij het vrachtvliegtuig van het Horizon Festival piñata's laat vallen. Het doel is om zoveel mogelijk piñata's te laten knallen met de hulp van andere spelers. Ook wordt het EventLab geïntroduceerd, een toolset waarin spelers aangepaste games, races en meer kunnen creëren, afhankelijk van hun persoonlijke voorkeur. Een nieuwe functie genaamd Forza Link werd geïntroduceerd. Volgens Brown is dit een AI-assistent die de huidige status van spelers bijhoudt en hen helpt om online met andere spelers te linken en samen te spelen. Forza Link kan ook de GPS-systemen van spelers linken als ze de uitnodiging van een andere speler accepteren.
Accolades, nieuw in de Forza Horizon-serie, stellen spelers in staat om punten en prijzen te verzamelen voor het voltooien van bepaalde taken. Sommige voertuigen kunnen alleen worden vrijgespeeld door het voltooien van de Accolades. Er zijn meer dan 1.800 accolades voor de speler om te behalen.
The Eliminator battle royale spelmodus, geïntroduceerd in Forza Horizon 4, keert terug. De wereld is ontworpen voor de modus in tegenstelling tot de vorige game, die The Eliminator kreeg na de lancering. Net als in de vorige game kunnen spelers in-game huizen kopen, waarmee beloningen zoals Wheelspins kunnen worden vrijgespeeld. Het spel bevat meer dan 500 gelicenseerde voertuigen.

## Ontwikkeling
Forza Horizon 5 werd ontwikkeld door Playground Games. Het doel van het team was om een spel te maken met een schaal die aanzienlijk groter was dan die van zijn voorgangers. Het team koos Mexico als setting voor het spel vanwege het diverse en gevarieerde landschap. Het team werkte samen met Mexicaanse kunstenaars om de muurschilderingen in het spel te maken en Mexicaanse muzikanten om de soundtracks in het spel te creëren. Het stuurde ook een team naar Mexico om gegevens over het echte licht en de lucht vast te leggen. Het spel maakte uitgebreid gebruik van fotogrammetrische gegevens om de virtuele omgeving van het spel er net zo uit te laten zien als de echte tegenhanger. Een voorbeeld hiervan zijn de rotsen in de zijkant van de caldera vulkaan waar ze zo gedetailleerd te bekijken zijn. Individuele objecten, zoals de naalden van cholla cactussen, kunnen ook door het spel worden weergegeven (hoewel dit nu alleen beschikbaar is voor de Xbox Series consoles).
Forza Horizon 5 werd aangekondigd tijdens de showcase van Microsoft en Bethesda op de E3 2021. Het spel werd uitgebracht voor Microsoft Windows, Xbox One en de Xbox Series X/S op 9 november 2021.

## Ontvangst
| Recensiescore       | Recensiescore             |
| Recensieverzamelaar | Score                     |
| ------------------- | ------------------------- |
| Metacritic          | PC: 91/100 XSX: 84/100    |
| Publicist           | Score                     |
| Eurogamer           | [ 27 ]                    |
| GameSpot            | 9/10                      |
| GamesRadar+         | [ 29 ]                    |
| GameRevolution      | 9,5/10                    |
| IGN                 | 10/10                     |
| IGN Benelux         | 9,2/10                    |
| PC Gamer (VS)       | 90/100                    |
| Power Unlimited     | (XSX) 96/100 (PS5) 96/100 |
| Tweakers            | Excellent                 |

Forza Horizon 5 kreeg "universele toejuiching" volgens recensie-aggregator Metacritic. PCGamesN gaf het spel een 9 uit 10 en zei: "Vertrouwd, uitstekend en gepolijst tot een niveau dat nauwelijks mogelijk lijkt. Als je houdt van het nemen van vintage Porsches voor joyrides door omgevingen die een dichter zou laten huilen, dan ga je hier heel gelukkig zijn."

### Commerciële prestaties
Voor de release van het spel op 9 november hadden meer dan 1,2 miljoen spelers toegang gekregen tot het spel door de premium editie van het spel of de premium add-ons bundel te kopen als Xbox Game Pass abonnee, waarbij Video Game Chronicle de bruto inkomsten schatte tussen de 54 miljoen en 118 miljoen dollar voor de release. De game bereikte ook de eerste plek in de Steam weekly charts voor de week van 1 tot 7 november 2021. Phil Spencer, hoofd van Xbox, kondigde aan dat meer dan 4,5 miljoen mensen de game hebben gespeeld in minder dan 24 uur na de lancering, de grootste lancering voor een Xbox Game Studios-spel, terwijl de game ook drie keer meer gelijktijdige spelers had dan Forza Horizon 4. Op 18 november kondigde het officiële Twitter-account van Forza Horizon aan dat meer dan tien miljoen mensen het spel hebben gespeeld tijdens de eerste week van de release, het grootste aantal spelers voor de eerste week van een spel in de geschiedenis van het Xbox-merk. Erik Kain schrijft voor Forbes dat het succes van het spel te danken is aan de beschikbaarheid via de Xbox Game Pass bij de lancering, de cross-platformspeelmogelijkheden tussen Xbox One, Xbox Series X/S en PC, de ondersteuning voor cloudgaming via Xbox Cloud Gaming, en de hoge kwaliteit van het spel zelf.